# Ruf Automobile
Pour les articles homonymes, voir RUF.
 (mars 2023).
Ruf Automobile est un constructeur automobile allemand, spécialisé dans l'optimisation des véhicules Porsche. Il est connu pour avoir créé la Yellow Bird.

## Historique
En 1939, Alois Ruf (senior) s’installe dans la ville allemande de Pfaffenhausen où il fonde l’entreprise « Auto-RUF ». Initialement, il s’agit d’un garage de réparation pour automobiles auquel s’ajoute un point de distribution de carburant au sortir de la guerre.
Dès le début des années 1940, Alois Ruf ne se contente pas de son activité de réparation. Il s’intéresse au développement de véhicules et ainsi, en 1955, il imagine, conceptualise et construit son propre autobus. Le succès rencontré lui permet d’étendre son affaire en créant sa propre compagnie d’autobus.
Parallèlement, Auto-RUF se charge de la distribution-vente d’automobiles Fiat (1958) et BMW (1963).
Alois Ruf junior grandit dans le garage de son père.
Un dimanche de 1963 ce dernier l’emmène à bord de son autobus lorsqu’ils sont dépassés par une Porsche 356. Le conducteur perd le contrôle de la voiture qui s’accidente juste devant eux. Après avoir conduit le pilote à l’hôpital, Alois Ruf lui promet de s’occuper de sa voiture. Il rachète l’épave de la 356 et se lance dans la réparation de la voiture, aidé par son fils. C’est le premier contact du jeune Alois avec une Porsche. Les Ruf gardent la voiture un an puis la vendent en réalisant un bénéfice non négligeable. Poussé par l’enthousiasme d’Alois Ruf junior, Auto-RUF se spécialise dans la remise en état de Porsche accidentées.
En 1964 sur l’autoroute avec son père, il croise pour la première fois une Porsche 911.
Le jeune Alois se passionne pour le sport automobile, il se déplace sur toutes les courses possibles, à condition qu’il puisse y voir une Porsche engagée. Au début des années 1970, lorsque court la Porsche 917.
Auto-RUF, forte d’une équipe présente maintenant depuis plus d’une dizaine d’années, poursuit son activité et offre désormais un service de maintenance et de réparation accessible à toutes les Porsche. Alois Jr. souhaite aller plus loin et proposer ses propres versions optimisées de la 911. Lorsque son père décède en 1974, il se retrouve à 24 ans à la tête de l’entreprise familiale. Avec l’aide des employés de l’atelier mécanique, il fait agrandir le garage construit par son père.
En 1977, Alois Ruf sort sa première optimisation de Porsche 911 : une Porsche 911 Turbo type 930 3,0 L de 260 ch, portée à 3,3 L et 303 ch à laquelle il greffe une boîte de vitesses à cinq rapports. L’année suivante c’est un modèle atmosphérique qui sort des ateliers RUF : la 911 3,0 L SC passe à 3,2 L, développe 217 ch et devient la 911 SCR.
Le succès de RUF est tel qu’en 1981 l’entreprise va créer sa propre transmission à cinq rapports sous l’impulsion des clients de la 911 turbo, qui regrettent l’absence d’une telle technologie sur le modèle de base. Cette même année, RUF obtient du gouvernement fédéral allemand le statut de constructeur automobile, lui permettant de frapper ses créations de son propre VIN.
La première voiture estampillée RUF sort en 1983, c’est la BTR 3,4 L et ses 370 ch. Les 911 sont reçues neuves à l’atelier et entièrement démontées. Tout ce qui peut être optimisé est étudié : châssis, freins, roues…
En 1985 RUF s’associe au fabricant de pneus Dunlop afin de créer une jante de 17 pouces pouvant accueillir les nouveaux Dunlop Runflat initialement prévus pour la Porsche 959. Ces jantes plus grosses permettent en outre de monter des freins plus puissants sur les modèles qu’elles équipent.
En 1987, RUF présente la CTR1 pour « groupe C Turbo RUF » qui deviendra mythique sous le nom de « Yellow Bird » en référence à la couleur de la carrosserie. Le moteur développe 470 ch pour 1 170 kg, permettant à la voiture d’abattre le 0 à 100 km/h en 3,7 s. Sur le circuit de Nardò en Italie, la CTR est sacrée voiture la plus rapide du monde avec une vitesse de 343 km/h relevée devant les Ferrari F40, Lamborghini Countach ou Porsche 959,.
Une boite 6 vitesses va être développée pour la CTR, des jantes de 18 pouces puis 19 pouces.
En 1992 RUF s’associe à Fitchel & Sachs afin de développer un innovant embrayage à commande électronique EKS.
La CTR2 succède à la Yellow Bird en 1995 sur la base de la 993 turbo. Pendant un temps elle sera la voiture homologuée sur route la plus rapide du monde avec une vitesse de pointe de 350 km/h. Elle sera détrônée en 1998 par la McLaren F1.
En 2007 la CTR3 célèbre le 20e anniversaire de la Yellow Bird. Basée sur une Porsche 911 type 997, un châssis et une carrosserie spécifique ont intégralement été développées. La voiture est présentée à Bahreïn le 11 avril 2007 sur le circuit international de Sakhir près duquel le constructeur venait d'inaugurer son nouveau centre de production.
Depuis 2011 les ateliers RUF planchent la mise au point d’un moteur maison. Il s’agit d’un V8 4,5 L disponible en version atmosphérique et turbo.
En parallèle, Auto-RUF poursuit son activité de maintenance, entretien, réparation et restauration accessible à toute Porsche.

## Principaux modèles
| Modèle                  | Base                               | Production | Motorisation | Image |
| ----------------------- | ---------------------------------- | ---------- | --- | ----- |
| Turbo 3,3 L             | 930 Turbo                          | 1977       | flat 6 3,3 L turbo 299 ch / 412 N m |       |
| SCR                     | 911 SC                             | 1978-1983  | flat 6 3,2 L atmo 214 ch / 280 N m |       |
| BTR                     | 911 SC ou Carrera 3.2 ou 930 Turbo | 1983-1989  | flat 6 3,4 L turbo 370 ch / 304 N m |       |
| CTR "Yellow Bird"       | 911 Carrera 3.2                    | 1987-1996  | flat 6 3,4 L bi-turbo 463 ch / 553 N m |       |
| BTR III                 | 964 Carrera                        | 1988-1989  | flat 6 3,4 L turbo 402 ch / 480 N m |       |
| CR2/CR4                 | 964 Carrera 2 ou Carrera 4         | 1990-1993  | flat 6 3,6 L atmo 286 ch / 325 N m |       |
| BR2/BR4                 | 964 Turbo                          | 1991-1992  | flat 6 3,3 L turbo 355 ch / 465 N m |       |
| BTR 3.8                 | 964 Carrera                        | 1992-1994  | flat 6 3,8 L turbo 409 ch / 550 N m |       |
| RCT                     | 964 Carrera                        | 1992-1997  | flat 6 3,6 L turbo 365 ch / 535 N m |       |
| RCT Evo                 | 964 Carrera                        | 1992-1997  | flat 6 3,6 L turbo 420 ch / 570 N m |       |
| BTR2                    | 993 Carrera                        | 1994-1997  | flat 6 3,6 L turbo 414 ch / 590 N m |       |
| CTR2                    | 993 Carrera                        | 1996-2000  | flat 6 3,6 L bi-turbo 513 ch / 685 N m flat 6 3,6 L bi-turbo 572 ch / 780 N m                                                                   |       |
| 3400S                   | 986 Boxster                        | 1999-2002  | flat 6 3,4 L atmo 306 ch / 360 N m |       |
| RGT                     | 996                                | 2000-2004  | flat 6 3,6 L atmo 380 ch / 375 N m |       |
| RTurbo                  | 996                                | 2001-2004  | flat 6 3,6 L bi-turbo 513 ch / 740 N m flat 6 3,6 L bi-turbo 542 ch / 780 N m                                                                   |       |
| 3600S                   | 986 Boxster                        | 2002-2005  | flat 6 3,6 L atmo 321 ch / 370 N m |       |
| RT12                    | 997                                | 2004-2009  | flat 6 3,6 L bi-turbo 523 ch / ?N m flat 6 3,6 L bi-turbo 552 ch / ?N m flat 6 3,8 L bi-turbo 676 ch / ?N m flat 6 3,8 L bi-turbo 737 ch / ?N m |       |
| RGT (2)                 | 997                                | 2005-2011  | flat 6 3,8 L turbo 445 ch / 420 N m |       |
| RK Spyder               | 987 Boxster                        | 2005-2007  | flat 6 3,8 L turbo 434 ch / 470 N m |       |
| RK Coupé                | 987 Cayman                         | 2006-2007  | flat 6 3,8 L turbo 434 ch / 470 N m |       |
| R Kompressor            | 997                                | 2006-?     | flat 6 3,6 L turbo 429 ch / 470 N m flat 6 3,8 L turbo 454 ch / 485 N m                                                                         |       |
| CTR3                    | châssis RUF maison                 | 2007-2012  | flat 6 3,74 L turbo 682 ch / 890 N m |       |
| 3400K                   | 987 Cayman                         | 2007-2013  | flat 6 3,4 L turbo 395 ch / 440 N m |       |
| RT12S                   | 997                                | 2007-2011  | flat 6 3,8 L bi-turbo 676 ch / 880 N m |       |
| Dakara                  | 955 Cayenne                        | 2009-?     | V8 4,5 L bi-turbo 592 ch / 890 N m |       |
| RGT-8                   | 997                                | 2010-      | V8 4,5 L atmo 542 ch / 500 N m |       |
| RT12R                   | 997                                | 2011-?     | flat 6 3,8 L turbo 720 ch / 940 N m |       |
| RGT-8 (2)               | 991                                | 2012-?     | V8 4,5 L atmo 542 ch / 500 N m |       |
| RT35                    | 991                                | 2012-?     | flat 6 3,8 L bi-turbo 621 ch / 825 N m flat 6 3,8 L bi-turbo 641 ch / 840 N m                                                                   |       |
| 3800S                   | 981 Boxster                        | 2013-?     | flat 6 3,8 L atmo 414 ch / 450 N m |       |
| RGT 4.2                 | 997 GT3 RS 4.2                     | 2015-?     | flat 6 4,2 L atmo 518 ch / 500 N m |       |
| RtR                     | 991                                | 2015-?     | flat 6 3,8 L bi-turbo 636 ch / 810 N m flat 6 3,8 L bi-turbo 791 ch / 990 N m                                                                   |       |
| Turbo R Limited         | 993                                | 2016-?     | flat 6 3,6 L bi-turbo 612 ch / 750 N m |       |
| SCR 4.2                 | 993                                | 2016-?     | flat 6 4,2 L atmo 518 ch / 500 N m |       |
| Ultimate                | Châssis RUF maison                 | 2016-?     | flat 6 3,6 L bi-turbo 582 ch / 720 N m |       |
| CTR Yellow Bird Revival | Châssis RUF maison                 | 2017       | flat 6 3,6 L bi-turbo 710 ch / 880 N m |       |